# Richard Helms
Richard Helms, właśc. Richard McGarrah Helms (ur. 30 marca 1913, zm. 23 października 2002) – amerykański oficer wywiadu, dyrektor Centrali Wywiadu – Director of Central Intelligence (DCI).
Stanowisko dyrektora DCI sprawował od czerwca 1966 roku do lutego 1973 roku. Przedtem od kwietnia 1965 do czerwca 1966 roku był zastępcą ówczesnego dyrektora Centrali Wywiadu, Williama Raborna, Jra. Helms jest (jak dotąd) jedynym DCI, który został skazany na dwa lata więzienia z zawieszeniem i karę pieniężną za kłamstwo przed Kongresem co do tajnych działań Centralnej Agencji Wywiadowczej, wówczas mu podległej.
Został pochowany na Narodowym Cmentarzu w Arlington, w stanie Wirginia.